# Tur kaut kam ir jābūt
Tur kaut kam ir jābūt — альбом латвийского коллектива Brainstorm, выпущен в 2008 году, в Латвии лейблом "Brainstorm Records".

## Список композиций
- Ceļa dziesma
- Ja tikai uz mani Tu paskatītos
- Bronza
- Atliek nosargāt
- Siāma
- Es jau nāku
- Ai nu lai
- Par podu
- Tur kaut kam ir jābūt
- Laikam
- Vakardienas trakums
- Bēdz
- Pamodini mani

Аранжировка: Brainstorm, Густавс Бутелис, Александр Волк, Ингарс Вилюмс

## Над альбомом работали
- Ренарс Кауперс – вокал
- Каспарс Рога – ударные
- Янис Юбалтс – гитара
- Марис Михелсонс – клавишные
- Ингарс Вилюмс – бас-гитара (кроме 6)

### Специальные гости
- "Ai nu lai": бэк-вокалы – Гунарс Калниньш и девушки из gg choir (Илзе Пакере, Антра Бинде, Иева Эгле Витола, Пересс, Иева Катковска, Илута Валтере-Грауда, Синдия Тропа); скрипка – Гидонс Гринбергс
- "Bēdz": beatboxer – Айвис Кокинс
- "Bronza": вокал – Gustavo
- "Vakardiens trakums": аранжировка для струнных – Валтс Пуце; струнный квартет (1 скрипка – Индулис Цинтиньш, 2 скрипка – Дина Озолиня, альт – Лиене Клява, виолончель – Валтерс Пуце)
- "Siāma": канун – Taner Sayacioglu из группы "Yansimalar"
- "Tur kaut kam ir jābūt": вокал – Gustavo, африканская гитара – Александр Волк
- "Es jau nāku": флейта ней – Senol Filiz, гитара – Birol Yayla и канун – Taner Sayacioglu из группы "Yansimalar" (Турция), контрабас – Норбертс Скрауцис
- "Atliek nosargāt": ритм-гитара – Каспарс Биндеманис, бэк-вокал – Интарс Бусулис, Роландс Удрис, Гунарс Калниньш, Янис Букс

### Дополнительные сведения
- Все песни записаны в Риге, на "Wolk Recording Studios"
- Продюсер: Gustavo
- Звукорежиссёр и ассистент продюсера: Александр Волк
- Микс: Александр Волк и Gustavo, Рига, "Wolk Recording Studios"
- Мастеринг: Tom Coyne из студии "Sterling Sound", New York